# Rue des Brasseurs (Bruxelles)
La rue des Brasseurs est une artère du centre de la ville de Bruxelles, l'une des dix-neuf communes de la Région de Bruxelles-Capitale, en Belgique. Il s'agit d'une courte ruelle qui relie la rue Charles Buls à la rue des Chapeliers, dans le prolongement de la rue du Marché aux Fromages.

## Historique
La rue des Brasseurs est très ancienne, mais elle était jadis plus étroite et située derrière la rue de l'Amigo. Élargie en 1854, elle fut notamment habitée par des savetiers et des marchands de sabots, de même que par des loueurs de brouettes et de charrettes à bras.

## La "Schaaitstraetke"
Ce n'est toutefois que le 17 juin 1851 que la rue des Brasseurs reçut son nom actuel. Auparavant, d'aucuns, à l'instar d'Eugène Bochart, la nommait pudiquement "Sale ruelle" ("Vuylstrotje", en bruxellois thiois), mais le nom que lui donnait le peuple de Bruxelles était, lui, bien plus coloré. De fait, les Bruxellois la nommaient "Schaaitstraetke", "Schaaitstrotje", "Pisstrotje", autant de termes qui font référence au fait que, des siècles durant, ladite ruelle avait été élue comme toilettes publiques par les maraîchers de Bruxelles. On peut même dire qu'elle était alors pourvue de toutes les commodités, puisqu'un mince ruisseau, le Smaelbeek, y coulait...

## Incident àla Ville de Courtrai
En 1873, le n°1 de la rue des Brasseurs était occupé par un hôtel nommé A la Ville de Courtrai. C'est là que, le 10 juillet de la même année, se déroula le "drame de Bruxelles", dont Paul Verlaine et Arthur Rimbaud furent les protagonistes. La tumultueuse relation entre les deux hommes en était arrivée à un point de rupture définitif, et Rimbaud avait clairement signifié et répété à son amant, son intention de le quitter. 

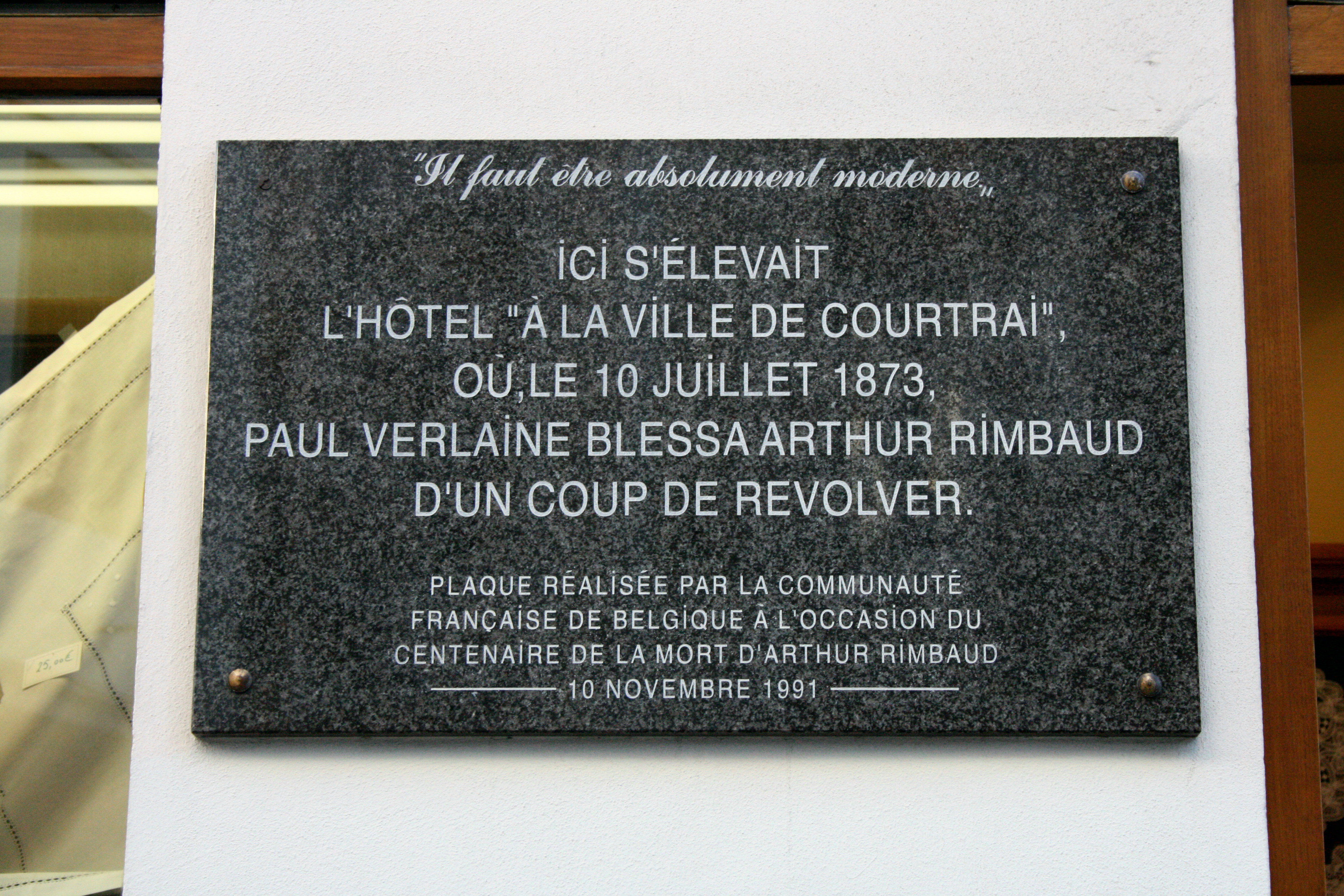
Rencontre mouvementée à la rue des Brasseurs...

A 9 h du matin, Paul Verlaine s'était rendu au n°11 de la Galerie de la Reine (Galeries Saint-Hubert) pour se procurer une arme et des munitions, auprès de l'armurier Montigny. Dans une taverne anglaise située au n°7 de la rue des Chartreux, il alla écluser consciencieusement quelques verres d'absinthe, avant de retrouver Rimbaud à l'hôtel de la rue des Brasseurs, où il exhiba son arme chargée. Vers midi, les deux compères allèrent vider quelques chopines à la Maison des Brasseurs, sise Grand-Place, puis revinrent à leur logis. Mais Rimbaud n'en démordait pas : sa décision de partir était inéluctable. Exaspéré par une telle détermination, Verlaine ferma à clé la porte de la chambre, s'assit et tira à bout portant sur Rimbaud qu'il blessa au poignet gauche. Dans la plus complète panique, Verlaine et sa mère, également présente, allèrent faire soigner Rimbaud à l'hôpital Saint-Jean, avant de revenir à l’hôtel A la Ville de Courtrai, qu'Arthur Rimbaud devait toutefois quitter définitivement vers 19 h. 
Poursuivi par son amant éconduit, toujours armé, Rimbaud trouve refuge auprès d'un officier de police qui arrêta Paul Verlaine. Le 8 août, ce dernier est condamné à deux ans de prison par le Tribunal de première instance de Bruxelles, peine qu'il purgera à la prison de Mons. Verlaine et Rimbaud ne se revirent plus qu'une fois, à Stuttgart en Allemagne, où la séparation ne se passa guère mieux. Ce serait lors de cette dernière entrevue que Rimbaud aurait confié une partie des Illuminations à Verlaine. À noter aussi que lors de ses années de prison Verlaine reçut un exemplaire de Une saison en Enfer dédicacé par Rimbaud. 
Au n°1 de la rue des Brasseurs (l’hôtel à la ville de Courtrai a disparu), une plaque rappelle le passage mouvementé des deux célèbres poètes...

## Sources
- Louis Quiévreux: Bruxelles, notre capitale, PIM-Services, 1951.
- Eugène Bochart: Dictionnaire historique des rues, places...de Bruxelles (1857), Editions Culture et Civilisation, 1981, p. 155.
- Jean d'Osta: Dictionnaire historique et anecdotique des rues de Bruxelles, Le Livre, 1995, p. 56.
- Georges Renoy: Ilot Sacré, Rossel, 1981, p. 88-89.